# Ideał pierwszy (teoria mnogości)
Ideał pierwszy – pojęcie teorii mnogości i logiki matematycznej.
Niech {\displaystyle {\mathcal {K}}=\langle K,\sqcup ,\sqcap \rangle } będzie kratą.
Ideałem w kracie {\displaystyle {\mathcal {K}}} jest dowolny właściwy podzbiór {\displaystyle \Delta } zbioru {\displaystyle K,} dla którego
|  |  | {\displaystyle a\in \Delta \,,\,b\leqslant a\;\Rightarrow \;b\in \Delta ,} |  | (1) |

|  |  | {\displaystyle a,b\in \Delta \;\Rightarrow \;a\sqcup b\in \Delta .} |  | (2) |

Ideał jest pierwszy, jeśli ponadto
|  |  | {\displaystyle a\sqcap b\in \Delta \;\Rightarrow \;a\in \Delta \,\vee \,b\in \Delta .} |  | (3) |

Ideał jest maksymalny, jeśli nie jest podzbiorem właściwym innego ideału.
W kratach rozdzielnych ideałami pierwszymi są ideały maksymalne.
Pojęcie ideału w kracie jest dualne do pojęcia filtra. W algebrach Boole’a
{\displaystyle \Delta } jest ideałem wtedy i tylko wtedy, gdy {\displaystyle \{\neg a:\,a\in \Delta \,\}} jest filtrem.

## Przykłady
- W kracie podzbiorów zbioru nieskończonego, rodzina zbiorów skończonych jest ideałem.
- W kracie podzbiorów zbioru nieskończonego, rodzina zbiorów niepełnej mocy jest ideałem.
- W kracie podzbiorów przestrzeni z miarą, rodzina zbiorów miary zero jest ideałem.

## Zastosowania
- logika matematyczna
- podstawy informatyki